# Changhen ge
Pour les articles homonymes, voir Regret.
Changhen ge (長恨歌) est un film hongkongais réalisé par Stanley Kwan, sorti le 8 septembre 2005.

## Synopsis
L'histoire de Qiyao, une femme simple dont la vie va s'accélérer le jour où elle deviendra Miss Shanghai. Trahie par les hommes, cette femme très fière survivra à ses amours contrariés tout en étant le témoin privilégié des changements radicaux que connaîtra sa ville, son refuge aussi : la cité de Shanghai, dont elle assistera à la curieuse mutation, de la fin des années 1940 au début des années 1980.

## Fiche technique
- Titre original : 長恨歌 (Changhen ge)
- Titre anglais : Everlasting Regret
- Réalisation : Stanley Kwan
- Scénario : Elmond Yeung, d'après le roman de Wang Anyi
- Production : Jackie Chan, Willie Chan, Chen Baoping, Fang Jun, Xu Pengle, Hu Jinjun, Qu Guanghui, Ren Zhong-lun et Albert Yeung
- Musique : Anthony Wong
- Photographie : Huang Lian
- Montage : William Chang
- Décors : William Chang
- Pays d'origine : Hong Kong, Chine
- Format : Couleurs - 1,85:1 - Dolby Digital - 35 mm
- Genre : Drame, romance
- Durée : 115 minutes
- Dates de sortie : 8 septembre 2005 (Mostra de Venise), 29 septembre 2005 (Hong Kong)

## Distribution
- Sammi Cheng : Wang Qiyao
- Tony Leung Ka-fai : Mr. Cheng
- Jun Hu : Officier Li
- Daniel Wu : Kang Mingxun
- Jue Huang : Kela
- Yan Su : Lili
- Yi Huang : Weiwei

## Autour du film
- Le tournage s'est déroulé à Shanghai.

## Récompenses
- Prix Open, lors de la Mostra de Venise 2005.
- Prix du film du mérite et meilleur acteur pour Tony Leung Ka-fai, lors des Hong Kong Film Critics Society Awards 2006.